# Грешка заокруживања
Грешка заокруживања представља разлику између резултата добијеног датим алгоритмом користећи тачну аритметику и резултат произведен истим алгоритмом који користи коначну прецизност, заокружену аритметику. Грешке заокруживања настају због нетачности у приказу реалних бројева на рачунару и аритметичких операција које се раде над њима. Ово је облик грешке квантизације. Када се користе апроксимационе једначине или алгоритми, посебно када се користи коначан број цифара за представљање реалних бројева (који у теорији имају бесконачно много цифара), један од циљева нумеричке анализе је да се процене грешке у рачунању. Грешке у рачунању, које се називају и нумеричке грешке, укључују и грешке скраћивања и грешке заокруживања.
Када се направи низ калкулација са уносом који укључује грешку заокруживања, грешке се могу акумулирати, понекад доминирајући рачуном. У лоше условљеним проблемима може се акумулирати значајна грешка.
Постоје два главна аспекта грешака заокруживања који су укључени у нумеричке прорачуне:
1. Дигитални рачунари имају ограничену величину и прецизност приликом представљања бројева
2. Одређене нумеричке манипулације су веома осетљиве на грешек заокруживања. Ово може бити резултат математичких разматрања као и начина на који рачунари изводе аритметичке операције.